# Gdańsk Wąskotorowy
Gdańsk Wąskotorowy – wąskotorowa stacja kolejowa na Dolnym Mieście w Gdańsku, funkcjonująca w latach 1905-1974.

## Położenie
Stacja zlokalizowana była na wschód od Głównego Miasta, wzdłuż ulicy Zawodników, pomiędzy ulicą Elbląską i Opływem Motławy (fosą miejską). Została zbudowana tuż za nowożytnymi umocnieniami Gdańska.

## Historia

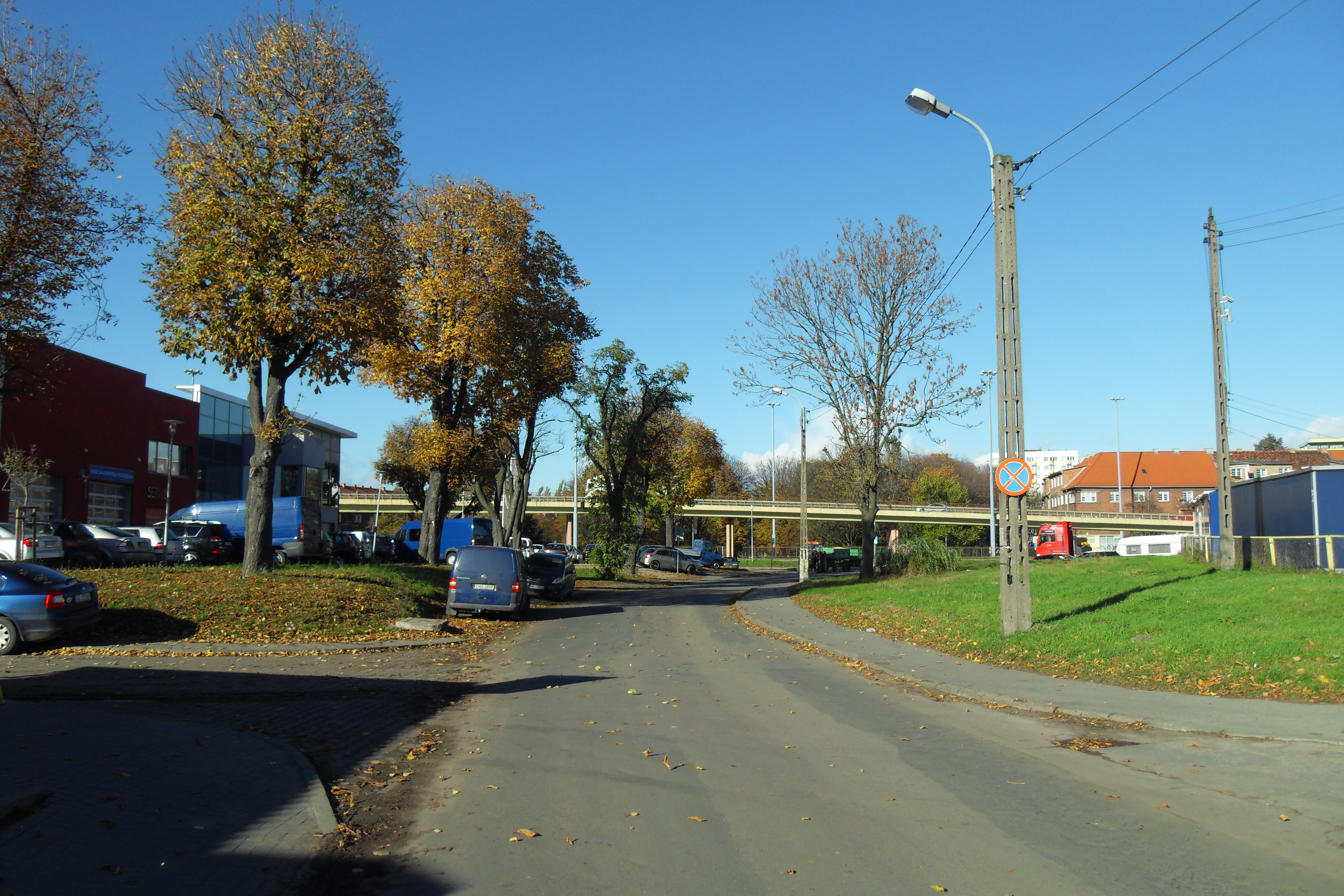
Miejsce, w którym istniała stacja Gdańsk Wąskotorowy

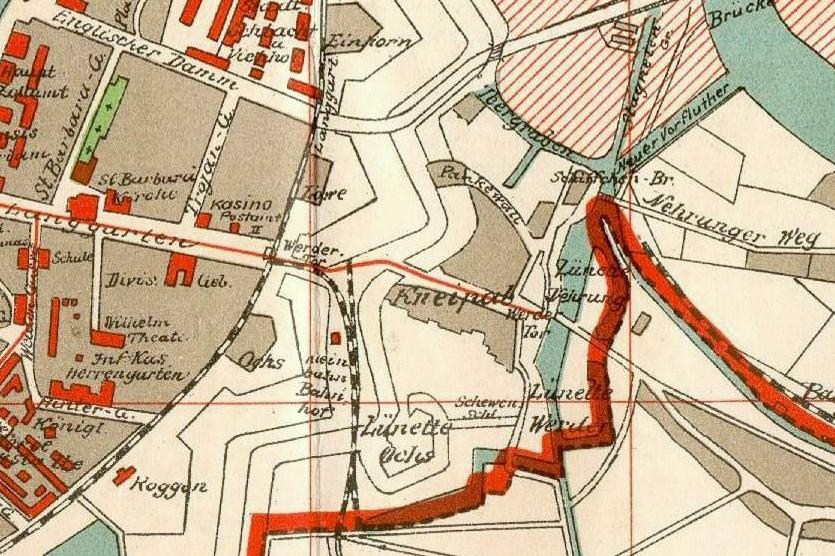
Gdańsk Wąskotorowy na planie z 1912

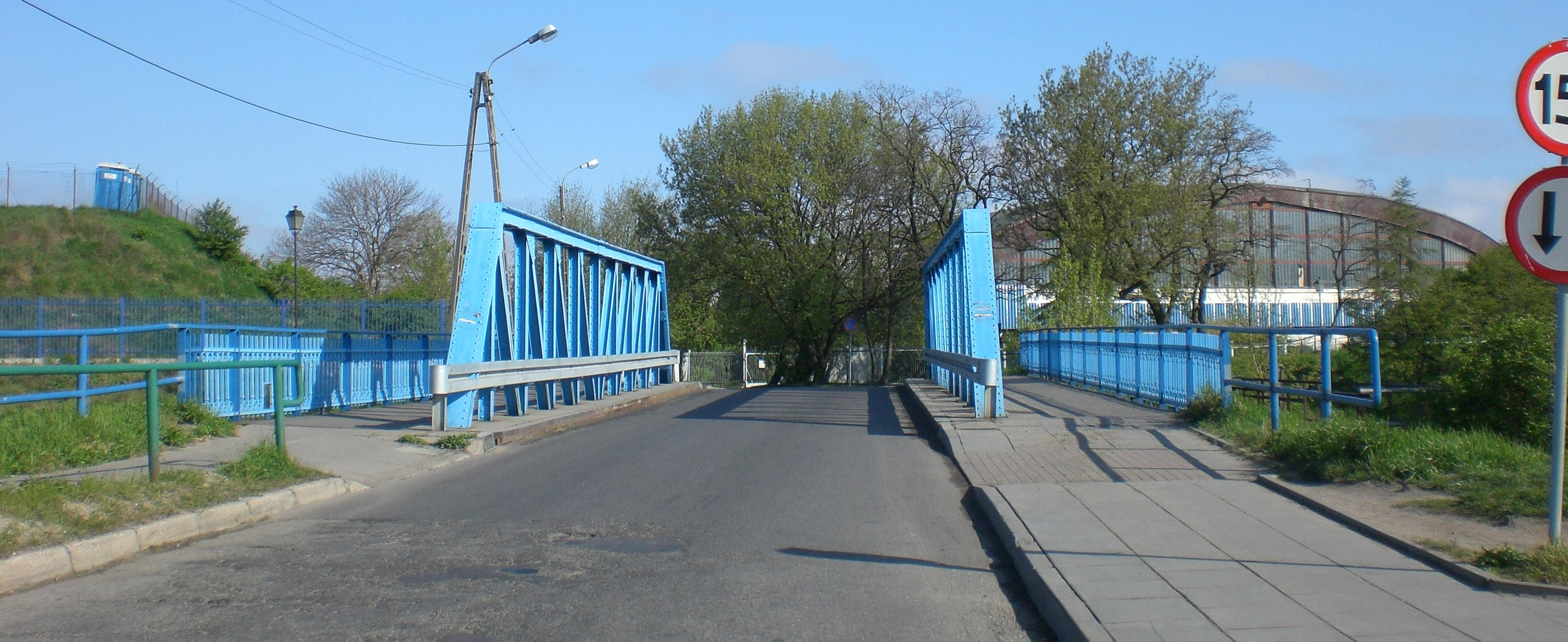
Jedyna pozostałość kolei wąskotorowej – Most Kapuściany nad Opływem Motławy

Stacja została wybudowana, wraz z lewobrzeżną częścią Gdańskiej Kolei Dojazdowej, przez spółkę Westpreußische Kleinbahnen Aktien-Gesellschaft (WKAG – Zachodniopruska Spółka Małych Kolei).
Pierwotnie istniały trzy tory główne, dworzec oraz niewielka parowozownia. Po krótkim okresie funkcjonowania układ torowy oraz zaplecze zostało znacznie rozbudowane. Pod zarządem WKAG stacja funkcjonowała do 1945 roku, kiedy wycofujące się wojska niemieckie wysadziły most zwodzony przy wjeździe na stację i zatopiły znaczną część Żuław.
W latach 1945–1948 zniszczony most zwodzony przebudowano na stały (Most Kapuściany), prowadzono prace melioracyjne oraz naprawy zniszczonych torów. Pierwszy pociąg wyruszył na trasę Gdańsk Wąsk. – Odrzygość – Koszwały – Lewy Brzeg Wisły w lipcu 1948 roku. W 1965 roku sprowadzono do Gdańska wagony motorowe.
Lewobrzeżna część Gdańskich Kolei Dojazdowych funkcjonowała do 31 grudnia 1973 roku. Do końca 1975 roku stację całkowicie zlikwidowano.